# Spaniel tybetański
Spaniel tybetański – jedna z ras psów, należąca do grupy psów do towarzystwa, zaklasyfikowana do sekcji psów tybetańskich. Nie podlega próbom pracy.

## Rys historyczny
Spaniel tybetański jest rasą pochodzącą od małego psa z Wyżyny Tybetańskiej, który jest przodkiem także dla małych ras azjatyckich, takich jak: mops, lhasa apso, terier tybetański, chin japoński, czy shih tzu. Z zachowanych wizerunków psów widniejących na obiektach kulturalnych badacze historii ras orzekli, że psy te były cenione wśród zamożnej części społeczeństwa, często stając się obiektem wymiany lub daru. Natomiast Anna Maria Krämer podaje, że większość osobników tej rasy należała do mieszkańców wsi.
W domostwach oraz klasztorach buddystów tybetańskich trzymano te psy ze względu na ich czujność, co miało duże znaczenie w rejonach niebezpiecznych i narażonych na częste grabieże. Hodowano te psy wraz z mastifami. Mogły one w ten sposób skuteczniej reagować na zagrożenie, które zostało zasygnalizowane przez mniejsze i czujniejsze spaniele. Spaniele tybetańskie były także hodowane jako tzw. „psy modlitewne”, przyuczane i wykorzystywane do obracania młynków modlitewnych.
Do Anglii psy te trafiły pod koniec XIX wieku, sprowadzane przez wojska brytyjskie z Indii. Istnieją przypuszczenia, że psy te mogły pojawić się w Europie już w wiekach XVII i XVIII, dzięki jezuitom powracającym z misji w Japonii i Chinach lub wraz z kupcami ze szlaku jedwabnego. Pierwszą oficjalną wzmianką o obecności spaniela tybetańskiego w Europie jest informacja z 1848 dotycząca zaprezentowania na wystawie w Birmingham psa tej rasy. W roku 1934 Kennel Club przedstawił pierwszy wzorzec spaniela tybetańskiego. W okresie wojennym nastąpił silny regres w hodowli, także epidemia nosówki przyczyniła się do redukcji liczby osobników tej rasy. Po wojnie ponownie zajęto się rozwojem hodowli, a w roku 1957 założono w Anglii klub hodowców spaniela tybetańskiego. Jako rasa spaniel ten został uznany przez FCI w roku 1961.

## Wygląd
Według wzorca FCI spaniel tybetański jest małym psem o harmonijnej sylwetce, a jego długość tułowia nieznacznie przekracza wysokość w kłębie. Głowa jest mała, o kufie osiągającej 3,5 cm długości. Akceptowany jest niewielki przodozgryz. Język i zęby nie powinny być widoczne przy zamkniętym pysku.

### Szata i umaszczenie
Umaszczenie spaniela tybetańskiego występuje w różnych kolorach, rzadko spotykana jest maść czarna lub czarna podpalana. Trufla powinna być koloru czarnego.

## Zachowanie i charakter
Spaniel tybetański jest psem aktywnym, o wysokim stopniu czujności i posłuszeństwa. Silnie przywiązuje się do jednego właściciela, w stosunku do osób mu nieznanych jest nieufny.

## Użytkowość
Współcześnie spaniel tybetański jest psem rodzinnym, do towarzystwa.